# Cupra Born
Der Cupra Born (nach dem Stadtviertel „El Born“ in Barcelona) ist der erste rein als Elektroauto konzipierte Pkw des spanischen Autoherstellers Cupra.

## Geschichte
Ein Konzeptfahrzeug wurde unter dem Namen Seat el-Born Concept auf dem Genfer Auto-Salon 2019 vorgestellt.
Der Cupra Born war seit September 2021 bestellbar und ab Januar 2022 erhältlich. Die stärkeren Modelle mit E-Boost-Funktion folgten im Februar 2022.
Die Produktion der Serienfahrzeuge startete am 6. September 2021 im Volkswagenwerk Zwickau.
- Heckansicht
- Innenansicht
- Seat el-Born auf dem Genfer Auto-Salon 2019

Für das dritte Quartal 2024 wurde eine Sportversion als Born VZ angekündigt.

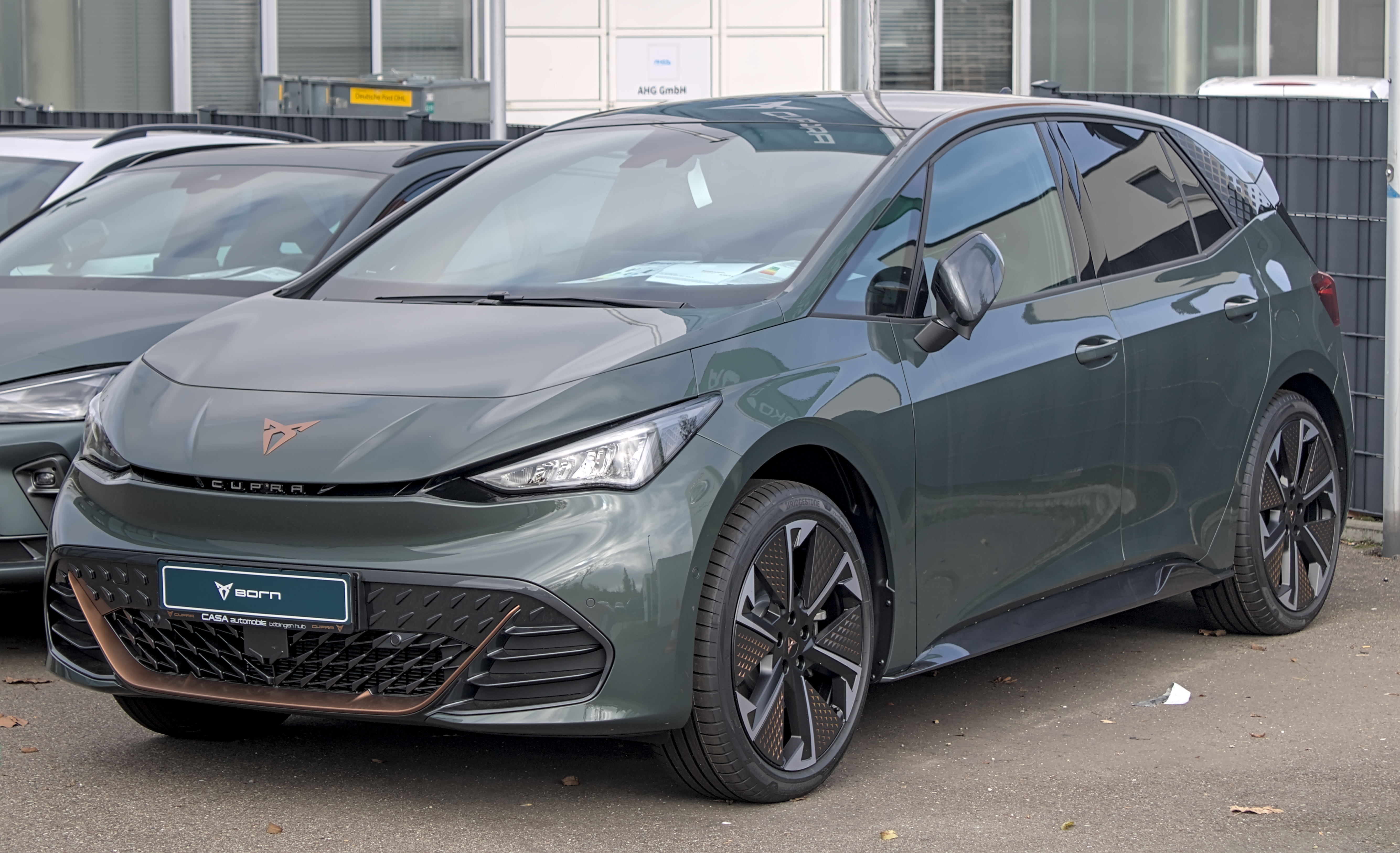
Cupra Born VZ (seit 2024)

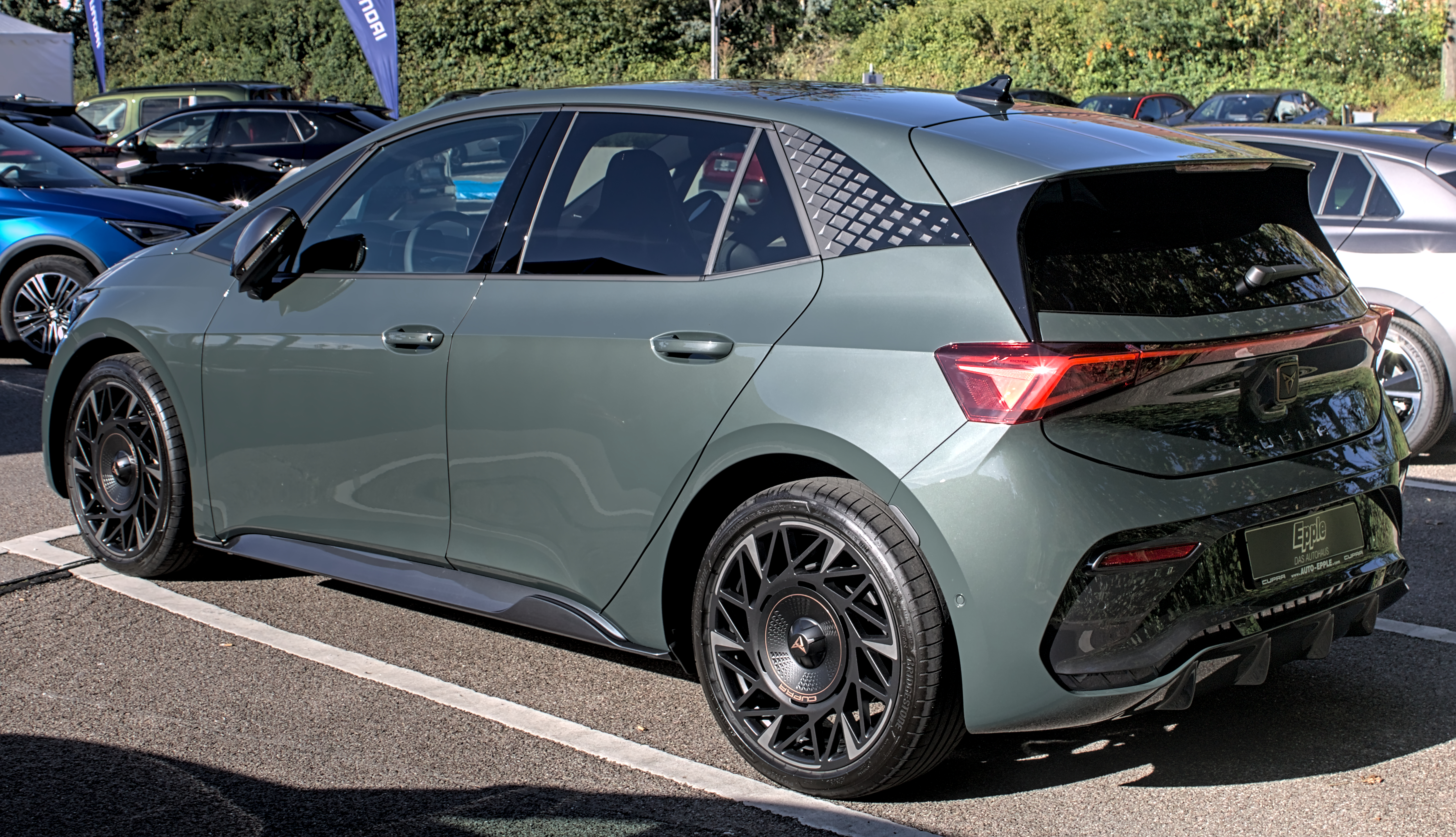
Heckansicht
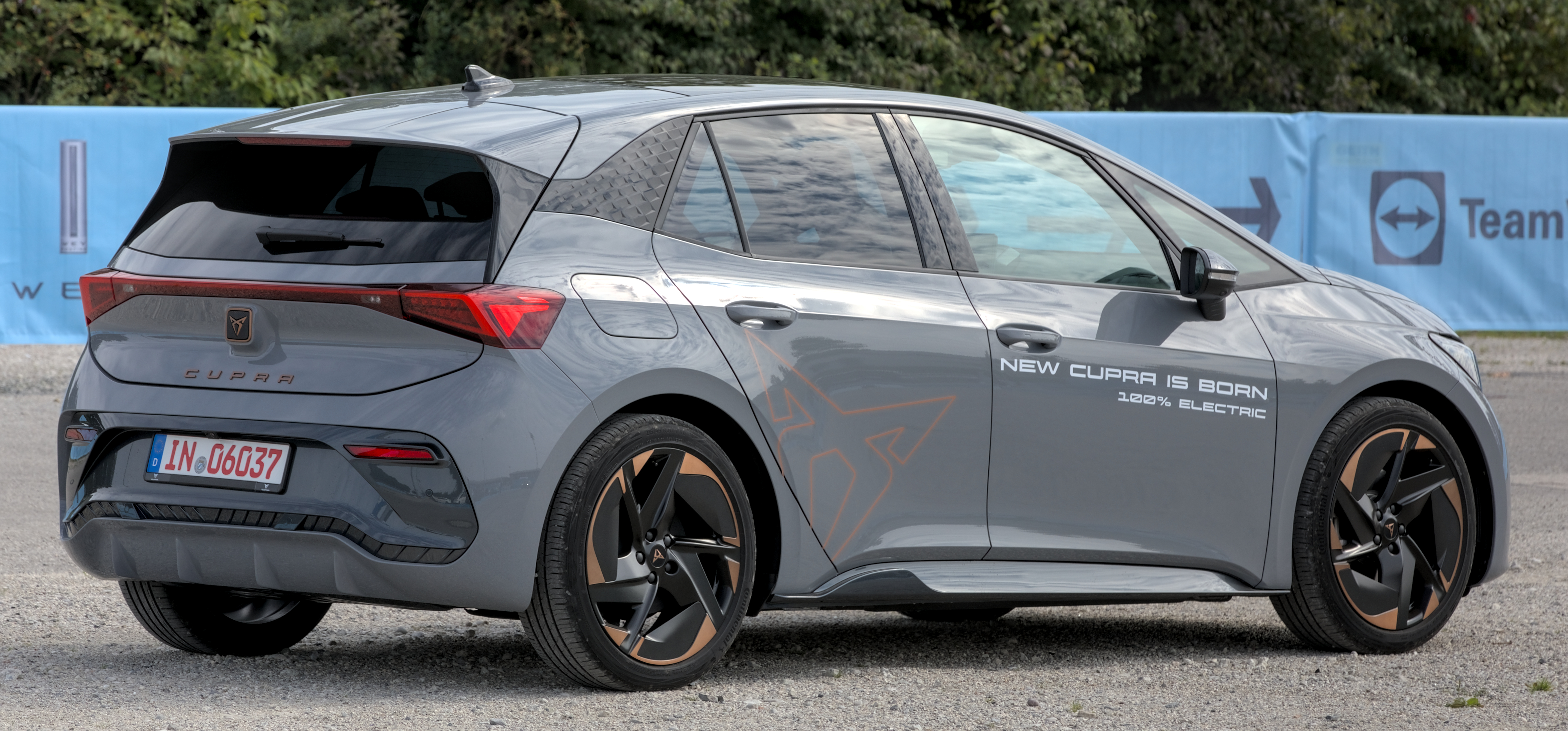
Heckansicht
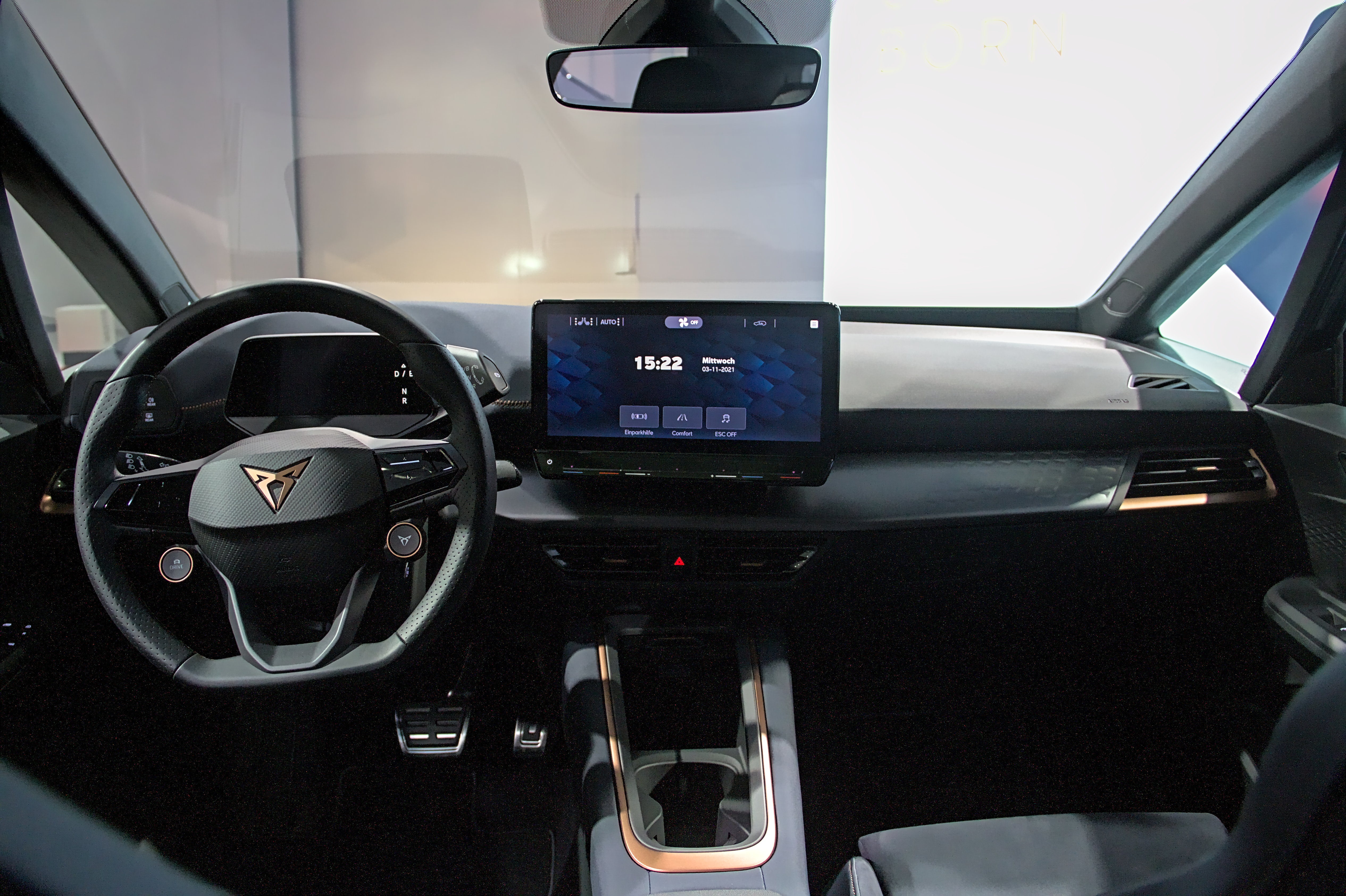
Innenansicht
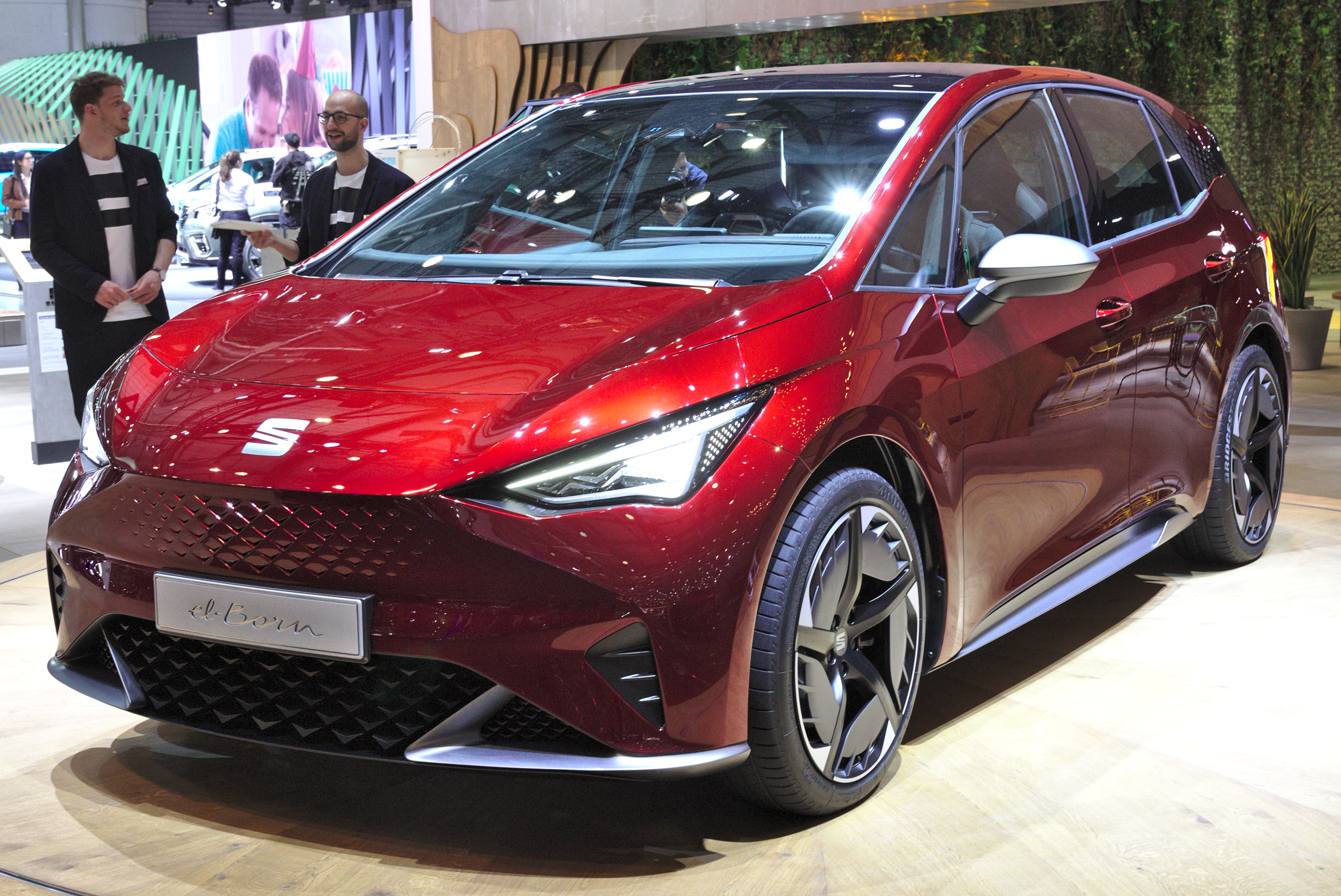
Seat el-Born auf dem Genfer Auto-Salon 2019

## Sicherheit
Im Sommer 2022 wurde der Cupra Born vom Euro NCAP auf die Fahrzeugsicherheit getestet. Er erhielt fünf von fünf möglichen Sternen.

## Technik
Technisch gesehen ist der Cupra Born identisch mit dem Schwestermodell VW ID.3, der ebenfalls auf dem Modularen E-Antriebs-Baukasten (MEB) basiert. Recycelte Materialien werden vermehrt im Innenraum des Fahrzeuges verwendet.

### Antrieb
Der Cupra Born wird in drei Leistungsversionen und mit drei verschiedenen Akkugrößen, jedoch ausschließlich mit Heckantrieb angeboten. Die eboost-Varianten sind 20 kW stärker als die stärksten ID.3-Modelle. Die Reichweite eines angekündigten Basismodells mit einer Akku-Nettokapazität von 45 kWh und 110 kW (150 PS) Motorleistung soll nach WLTP gemessen 349 Kilometer betragen. Für die 58-kWh-Version nennt der Hersteller eine Reichweite von 424 Kilometer.

### Ladefähigkeit
Der Cupra Born besitzt serienmäßig eine Typ 2 CCS-Ladedose, mit der er an Gleichstrom (DC)-Schnellladestationen mit einer maximalen Ladeleistung von 124 kW in etwa 35 Minuten bis zu 80 % aufgeladen werden kann. An Wechselstrom (AC) kann der Born mit bis zu 11 kW über den Typ 2 Stecker geladen werden.
Bei der Basisversion ist die Gleichstrom-Ladeleistung auf maximal 50 kW ausgelegt. Damit dauert die Ladung auf 80 Prozent Füllstand des Akkus rechnerisch 42 Minuten.
Die Funktion zum bidirektionalen Laden ist für den Born bislang nicht verfügbar.

## Technische Daten
|                                                   |                                                   | Born 58                                    | Born 58 e-boost                            | Born 60                                    | Born 60                                    | Born 77 e-boost                            | Born 77                                    | Born VZ                                    |
| ------------------------------------------------- | ------------------------------------------------- | ------------------------------------------ | ------------------------------------------ | ------------------------------------------ | ------------------------------------------ | ------------------------------------------ | ------------------------------------------ | ------------------------------------------ |
| Bauzeitraum                                       | Bauzeitraum                                       | 09/2021–05/2024                            | 02/2022–05/2024                            | seit 07/2025                               | seit 06/2024                               | 02/2022–05/2024                            | seit 05/2024                               | seit 06/2024                               |
| HSN/TSN                                           | HSN/TSN                                           | 7593/ASO                                   | 7593/ASM                                   | k. A.                                      | 7593/ATL                                   | 7593/ASN                                   | k. A.                                      | 7593/ATM                                   |
| Motorart                                          | Motorart                                          | 1× Dreiphasenwechselstrom-Elektromaschine  | 1× Dreiphasenwechselstrom-Elektromaschine  | 1× Dreiphasenwechselstrom-Elektromaschine  | 1× Dreiphasenwechselstrom-Elektromaschine  | 1× Dreiphasenwechselstrom-Elektromaschine  | 1× Dreiphasenwechselstrom-Elektromaschine  | 1× Dreiphasenwechselstrom-Elektromaschine  |
| Motorbauart                                       | Motorbauart                                       | 1× permanentmagneterregte Synchronmaschine | 1× permanentmagneterregte Synchronmaschine | 1× permanentmagneterregte Synchronmaschine | 1× permanentmagneterregte Synchronmaschine | 1× permanentmagneterregte Synchronmaschine | 1× permanentmagneterregte Synchronmaschine | 1× permanentmagneterregte Synchronmaschine |
| Motor                                             | Motor                                             | APP310                                     | APP310                                     | APP310                                     | APP310                                     | APP310                                     | APP310                                     | APP550                                     |
| Leistung, Hinterachse, Peak                       | Leistung, Hinterachse, Peak                       | 150 kW (204 PS)                            | 170 kW (231 PS)                            | 150 kW (204 PS)                            | 170 kW (231 PS)                            | 170 kW (231 PS)                            | 170 kW (231 PS)                            | 240 kW (326 PS)                            |
| Drehmoment, Hinterachse, Peak                     | Drehmoment, Hinterachse, Peak                     | 310 Nm                                     | 310 Nm                                     | 265 Nm                                     | 310 Nm                                     | 310 Nm                                     | 310 Nm                                     | 545 Nm                                     |
| Antriebsart, Serie                                | Antriebsart, Serie                                | Heckantrieb                                | Heckantrieb                                | Heckantrieb                                | Heckantrieb                                | Heckantrieb                                | Heckantrieb                                | Heckantrieb                                |
| Getriebe, Serie                                   | Getriebe, Serie                                   | zweistufig übersetztes Eingang-Getriebe    | zweistufig übersetztes Eingang-Getriebe    | zweistufig übersetztes Eingang-Getriebe    | zweistufig übersetztes Eingang-Getriebe    | zweistufig übersetztes Eingang-Getriebe    | zweistufig übersetztes Eingang-Getriebe    | zweistufig übersetztes Eingang-Getriebe    |
| Leergewicht                                       | Leergewicht                                       | 1811 kg                                    | 1824 kg                                    | 1842 kg                                    | 1841 kg                                    | 1946 kg                                    | 1969 kg                                    | 1999 kg                                    |
| zulässiges Gesamtgewicht                          | zulässiges Gesamtgewicht                          | 2260 kg                                    | 2260 kg                                    | 2290 kg                                    | 2290 kg                                    | 2300 kg                                    | 2410 kg                                    | 2430 kg                                    |
| Beschleunigung, 0–100 km/h                        | Beschleunigung, 0–100 km/h                        | 7,3 s                                      | 6,6 s                                      | 6,7 s                                      | 6,7 s                                      | 7,0 s                                      | 7,1 s                                      | 5,6 s                                      |
| Höchstgeschwindigkeit                             | Höchstgeschwindigkeit                             | 160 km/h                                   | 160 km/h                                   | 160 km/h                                   | 160 km/h                                   | 160 km/h                                   | 160 km/h                                   | 200 km/h                                   |
| Batteriekapazität, brutto / netto                 | Batteriekapazität, brutto / netto                 | 62 kWh / 58 kWh                            | 62 kWh / 58 kWh                            | 63 kWh / 60 kWh                            | 63 kWh / 60 kWh                            | 82 kWh / 77 kWh                            | 82 kWh / 77 kWh                            | 84 kWh / 79 kWh                            |
| Energieverbrauch nach WLTP auf 100 km, kombiniert | Energieverbrauch nach WLTP auf 100 km, kombiniert | 15,5–18,0 kWh                              | 15,7–18,0 kWh                              | 15,6–17,5 kWh                              | 15,6–17,6 kWh                              | 15,8–17,6 kWh                              | 15,8–17,8 kWh                              | 14,9–16,7 kWh                              |
| Wechselstrom (AC)                                 | Anschluss                                         | Typ 2                                      | Typ 2                                      | Typ 2                                      | Typ 2                                      | Typ 2                                      | Typ 2                                      | Typ 2                                      |
| Wechselstrom (AC)                                 | Ladeleistung                                      | 11 kW                                      | 11 kW                                      | 11 kW                                      | 11 kW                                      | 11 kW                                      | 11 kW                                      | 11 kW                                      |
| Wechselstrom (AC)                                 | Ladedauer (0–100 % SoC)                           | 6:15 Std.                                  | 6:15 Std.                                  | 6:30 Std.                                  | 6:30 Std.                                  | 7:30 Std.                                  | 8:00 Std.                                  | 8:30 Std.                                  |
| Gleichstrom (DC)                                  | Anschluss                                         | Typ 2 CCS                                  | Typ 2 CCS                                  | Typ 2 CCS                                  | Typ 2 CCS                                  | Typ 2 CCS                                  | Typ 2 CCS                                  | Typ 2 CCS                                  |
| Gleichstrom (DC)                                  | Ladeleistung                                      | 120 kW                                     | 120 kW                                     | 165 kW                                     | 165 kW                                     | 170 kW                                     | 175 kW                                     | 185 kW                                     |
| Gleichstrom (DC)                                  | Ladedauer (5–80 % SoC)                            | 35 min                                     | 35 min                                     | 24 min                                     | 24 min                                     | 30 min                                     | 28 min                                     | 26 min                                     |
| Reichweite nach WLTP                              | Reichweite nach WLTP                              | 424 km                                     | 420 km                                     | 428 km                                     | 427 km                                     | 548 km                                     | 555 km                                     | 539 km                                     |

Quelle:

## Absatzzahlen

### Produktion
Im ersten Produktionsjahr 2021 wurden 4.801 Cupra Born produziert.

### Weltweite Verkaufszahlen
2023 wurde der Cupra Born weltweit 45.300 mal verkauft.
|  |

|  |

|  |

|  |

|  |

|  |

|  |

|  |

|  |

|  |

|  |

|  |

|  |

|  |

|  |

|  |

|  |

|  |

|  |

|  |

|  |

|  |

|  |

|  |

|  |

|  |

|  |

|  |

|  |

|  |

|  |

|  |

|  |

|  |

|  |

|  |

|  |

|  |

|  |

|  |

|  |

|  |

|  |

|  |

|  |

|  |

|  |

|  |

|  | Born (118.500) |

|  | Born (118.500) |

### Zulassungszahlen in Deutschland
Seit dem Marktstart 2021 bis einschließlich Dezember 2024 wurden in der Bundesrepublik Deutschland insgesamt 47.275 Cupra Born neu zugelassen. Alle haben Heckantrieb.
|  |

|  |

|  |

|  |

|  |

|  |

|  |

|  |

|  |

|  |

|  |

|  |

|  |

|  |

|  |

|  |

|  |

|  |

|  |

|  |

|  |

|  |

|  |

|  |

|  |

|  |

|  |

|  |

|  |

|  |

|  |

|  |

|  |

|  |

|  |

|  |

|  |

|  |

|  |

|  |

|  |

|  |

|  |

|  |

|  |

|  |

|  |

|  |

|  |

|  |

|  |

|  |

|  |

|  |

|  |

|  |

|  |

|  |

|  |

|  |

|  |

|  |

|  |

|  |

|  | Heckantrieb (47.275) |

|  | Heckantrieb (47.275) |